# Parc Praga
Le parc Praga, en polonais park Praski, est un parc urbain de 18,5 hectares situé dans la ville de Varsovie en Pologne.